# 冯鲂
冯鲂（前1年—85年），字孝孙，南阳郡湖阳县（今河南省唐河县西南）人，东汉光武帝时司空。

## 生平
汉哀帝元寿二年（前1年），出生在湖阳的一个豪强之家。新朝末年，冯鲂聚众结寨自保。冯鲂与申屠季有私仇，虞都尉灭申屠季族，申屠季投奔冯鲂。虞都尉的堂弟虞长卿想要执拿申屠季，但虞长卿慑于冯鲂的正气与威望，只好眼睁睁地看着冯鲂将申屠季送回家。
建武三年（27年）冯鲂归附汉光武帝，拜官虞县（今山西省平陆县）县令，光武帝西征隗嚣，颍川豪族延褒等三千余人围攻县舍，冯鲂力斗不支，逃走。光武帝驰赴颍川郡，延褒等皈降请罪，诸县平定。冯鲂沉毅果断，迁郏县（今河南省郏县）县令，亦有政绩。建武十三年（37年）担任魏郡太守，建武二十七年（51年）取代赵憙为太仆。
建武中元元年（56年），代张纯为司空（建武二十七年始，司空去“大”字），赐关内侯。汉明帝即位，更封杨邑乡侯。永平四年（61年），因考核太守邓融失职免官。二年后复行卫尉事，又任执金吾。为人矜严公正，建议多被采用。汉章帝建初三年（78年）以年老多病辞职。元和二年（85年）冯鲂去世。

## 子孫
- 馮柱，嗣楊邑鄉侯爵，尚獲嘉長公主劉姬，歷任侍中、將作大匠
  - 馮定，嗣爵，官至羽林中郎將，死後無子，國除
  - 馮石，襲獲嘉長公主爵為獲嘉侯
    - 馮代，嗣獲嘉侯爵
    - 馮承，嗣爵，官至步兵校尉

  - 馮光，漢和帝詔封楊邑鄉侯爵，官至城門校尉
    - 馮肅，嗣爵，官至黃門侍郎

## 延伸阅读
[在维基数据编辑]
 《後漢書·卷33》，出自范晔《後漢書》
 《東觀漢記》